# Тимошенко, Екатерина Семёновна
Екатерина Семёновна Тимошенко (21 декабря 1923, Минск, Белорусская ССР, СССР — 12 июня 1988, Москва, РСФСР, СССР) — советская переводчица, жена военачальника В. И. Сталина, дочь Маршала Советского Союза С. К. Тимошенко, невестка генерального секретаря ЦК КПСС и советского лидера И. В. Сталина.

## Биография
Отец — советский военачальник Семён Константинович Тимошенко, мать — Екатерина Святославовна Тимошенко (позже — Леонова; 1905—1984, Ленинград). Их родители познакомились во времена Гражданской войны и поженились в 1921 году. Екатерина родилась в один день с Иосифом Сталиным (21 декабря). В анкетах 1937 года была записана как украинка. 
Екатерина Станиславовна в 1925 году ушла от маршала Тимошенко к военному комиссару Белоруссии Дмитрию Федоровичу Леонову (1898—1938).
В 1937 году муж Екатерины был репрессирован и расстрелян; 2 августа 1938 года была арестована как ЧСИР и отправлена в ГУЛАГ и сама Леонова а Екатерина-младшая попала в приют, откуда её позднее смог взять тогда уже командарм 2-го ранга и командующий Киевским военным округом Тимошенко (после того как НКВД случайно нашло документы подтверждающие кто её биологический отец) и привести её домой. Новая жена Тимошенко Анастасия полюбила Екатерину и доброжелательно к ней относилась, как и сам маршал, однако в письме к матери в 1947 году Екатерина неодобрительно отзывалась о своей мачехе.
В мае 1940 года отец Екатерины стал народным комиссаром обороны, одним из самых влиятельных людей в СССР, и семья переехала из Киева в Москву.
В начале июня 1941 года Екатерина поступила на Факультет иностранных языков МГУ, но тут же началась Великая Отечественная война, и учёбу она продолжила только с 1943 года. 
В 1946 году против воли отца вышла замуж за сына И. Сталина Василия, который тогда был командующим ВВС Московского военного округа. В браке родилось двое детей: дочь Светлана и сын Василий. После свадьбы Василий Сталин пил и изменял жене. В 1949 году брак распался. В 1947 году после заключения и жизни на поселении в Соликамске вернулась ее мать Екатерина Станиславовна. 
Екатерина Семеновна проживала по адресу: улица Горького, дом 19. Умерла в Москве в 1988 году.

## Семья
Муж — Василий Иосифович Сталин (1921—1962). 
Дети:
- Дочь — Светлана (05.07.1947 — 16.01.1990).
- Сын — Василий Сталин (30.09.1949 — 12.11.1972). Покончил жизнь самоубийством, находясь в наркотическом опьянении[10].